# 吉塚駅
吉塚駅（よしづかえき）は、福岡県福岡市博多区吉塚本町にある、九州旅客鉄道（JR九州）の駅である。所属線 である鹿児島本線と、当駅を終点とする篠栗線の2路線が乗り入れている。
JR特定都区市内制度における「福岡市内」の駅に含まれる。現在は普通列車・快速列車すべてと朝・夜間の一部の特急列車が停車している。

## 概要
JR九州における福岡県庁の最寄り駅で、ホーム上の駅名標には福岡県の県章、県庁の最寄り駅と表記されている。
吉塚駅 - 博多駅間に篠栗線用の線路が敷かれたのは1991年（平成3年）3月16日のダイヤ改正時、それまでは博多駅の設備が限られており当駅で折り返す篠栗線の列車が多く設定されていた。
鹿児島本線の初代の快速は当初通過しており、1978年10月2日に停車駅に加えられたが、1980年10月1日に特別快速と統廃合されて設定された現行の快速（2代）は再び通過とされた。その後1982年（昭和57年）3月1日から一部が停車し、同年11月15日にすべての列車が停車するようになった。篠栗線系統の快速は当初より全列車が停車していた。また当時運行されていた香椎線に直通する博多駅 - 西戸崎駅間の普通列車は当駅には停車せず、1985年（昭和60年）3月14日からは一部の特急も停車するようになったため、一時「一部の特急とすべての快速が停車し、一部の普通が通過する駅」となったことがある。2008年3月15日からまで2011年3月11日まで、県庁への利便性が考慮されて特急「有明」の一部が当駅始発・終着で運行されていた。2024年6月現在では特急「かささぎ104号」が当駅終着で運行される（博多駅からは普通列車）。

## 乗り入れ路線
- 九州旅客鉄道
  - 鹿児島本線 JA01
  - 篠栗線 JC01

現在廃止
- 日本国有鉄道 勝田線 - 起点
- 西鉄福岡市内線（吉塚線） - かつて駅前に乗り入れていた

吉塚 - 博多間は鹿児島本線の上下線に加えて篠栗線（福北ゆたか線）の単線が並行しており、本数の多い通勤・通学時間帯には鹿児島本線の列車と福北ゆたか線の列車が同方向に並走することがある。
なお篠栗線は運転系統上は「福北ゆたか線」（黒崎駅 - 直方駅 - 博多駅間）の一部となっているが、篠栗線の列車はすべて博多駅を終点としている。

## 歴史

### 年表
- 1904年（明治37年）
  - 6月19日：吉塚 - 篠栗駅間（篠栗線の前身）開通に伴い仮設駅として九州鉄道（初代）が開設[2][3]。
  - 10月25日：駅移転正式開設[3]。
- 1907年（明治40年）7月1日：九州鉄道（初代）が国有化され帝国鉄道庁が所管[3]。
- 1912年（明治45年）1月25日：博多電気軌道（後の西鉄福岡市内線）千代町 - 吉塚駅前 - 三角が開業。
- 1919年（大正8年）5月20日：筑前参宮鉄道箱崎 - 新志免（後の志免駅）駅間開通。
- 1942年（昭和17年）9月19日：筑前参宮鉄道が大同合併し西日本鉄道宇美線に所属。
- 1944年（昭和19年）5月1日：西日本鉄道宇美線が戦時買収により運輸通信省勝田線が所管。
- 1959年（昭和34年）3月3日：西鉄福岡市内線（吉塚線）吉塚駅前 - 三角間廃止。
- 1963年（昭和38年）12月1日：吉塚 - 博多 - 竹下駅間路線移設により駅移転距離変更。
- 1973年（昭和48年）1月5日：西鉄福岡市内線（吉塚線） 千代町 - 吉塚駅前間廃止。
- 1980年（昭和55年）9月11日：貨物の取り扱いを廃止[3]。
- 1985年（昭和60年）4月1日：勝田線全線廃止。
- 1986年（昭和61年）11月1日：荷物扱い廃止[3]。
- 1987年（昭和62年）
  - 2月5日：みどりの窓口開設[4]。
  - 4月1日：国鉄分割民営化により九州旅客鉄道が継承[2]。
- 1995年（平成7年）8月9日：高架化事業に着手[5]。
- 1999年（平成11年）
  - 10月23日：県庁口に自動改札機を設置し、供用開始[6]。
  - 11月21日：東口に自動改札機を設置し、供用開始[6]。
- 2004年（平成16年）3月13日：箱崎 - 博多駅間連続高架化工事完工により完全高架化[7]。
- 2009年（平成21年）3月1日：ICカード「SUGOCA」の利用開始[8]。
- 2019年（平成31年）4月1日：JR九州サービスサポート株式会社による業務委託駅となる[9]。
- 2023年（令和5年）10月1日：駅体制の見直しに伴い、これまでJR九州サービスサポートによる駅業務受託となっていた業務委託駅から[10]、九州旅客鉄道本体による直営駅へと変更される[11][12]。

### 駅名の由来
開業当時の地名（筑紫郡千代村字吉塚）が由来。
「吉塚」は、1586年（天正14年）に立花宗茂に攻められ高鳥居城で討ち死にした筑後の豪族・星野氏の星野鎮胤と星野鎮元の兄弟を祀る吉塚地蔵尊に因んだ地名である。

## 駅構造
単式ホーム1面1線と島式ホーム2面4線、計3面5線のホームを有する高架駅である。
基本的に、1番線は香椎・小倉方面、2番線は当駅始発・終着列車や優等列車待避、3番線は博多・鳥栖方面、4番線は篠栗・飯塚方面、5番線を博多行きの列車が使用し、このうち2・4・5番線は両方向の発着が可能である。
テナントとして「えきマチ1丁目吉塚（旧：フレスタよしづか）」が入居している。
みどりの窓口および自動改札機が設置されている。
駅の北には「吉塚電留線」とよばれる、有効長の長い、3本の留置線がある。もとは、吉塚機関区があった時代、駅東方に存在したが、高架化に伴い、旧箱崎駅の位置（高架後の駅舎の南側）に移設した。主に、博多駅到着の特急列車（主に長崎本線・久大本線方面からの列車）の留置に用いられる。

### のりば
| のりば | 路線         | 方向 | 行先                         | 備考                            |
| ------ | ------------ | ---- | ---------------------------- | ------------------------------- |
| 1      | 鹿児島本線   | 上り | 小倉・門司・門司港・下関方面 | 大分方面の特急を含む            |
| 2・3   | 鹿児島本線   | 下り | 博多・久留米・大牟田方面     | 2番のりばは当駅始発             |
| 4      | 福北ゆたか線 | 上り | 長者原・桂川・直方・折尾方面 |                                 |
| 5      | 福北ゆたか線 | 下り | 博多行き                     | （当駅 - 博多駅間は鹿児島本線） |

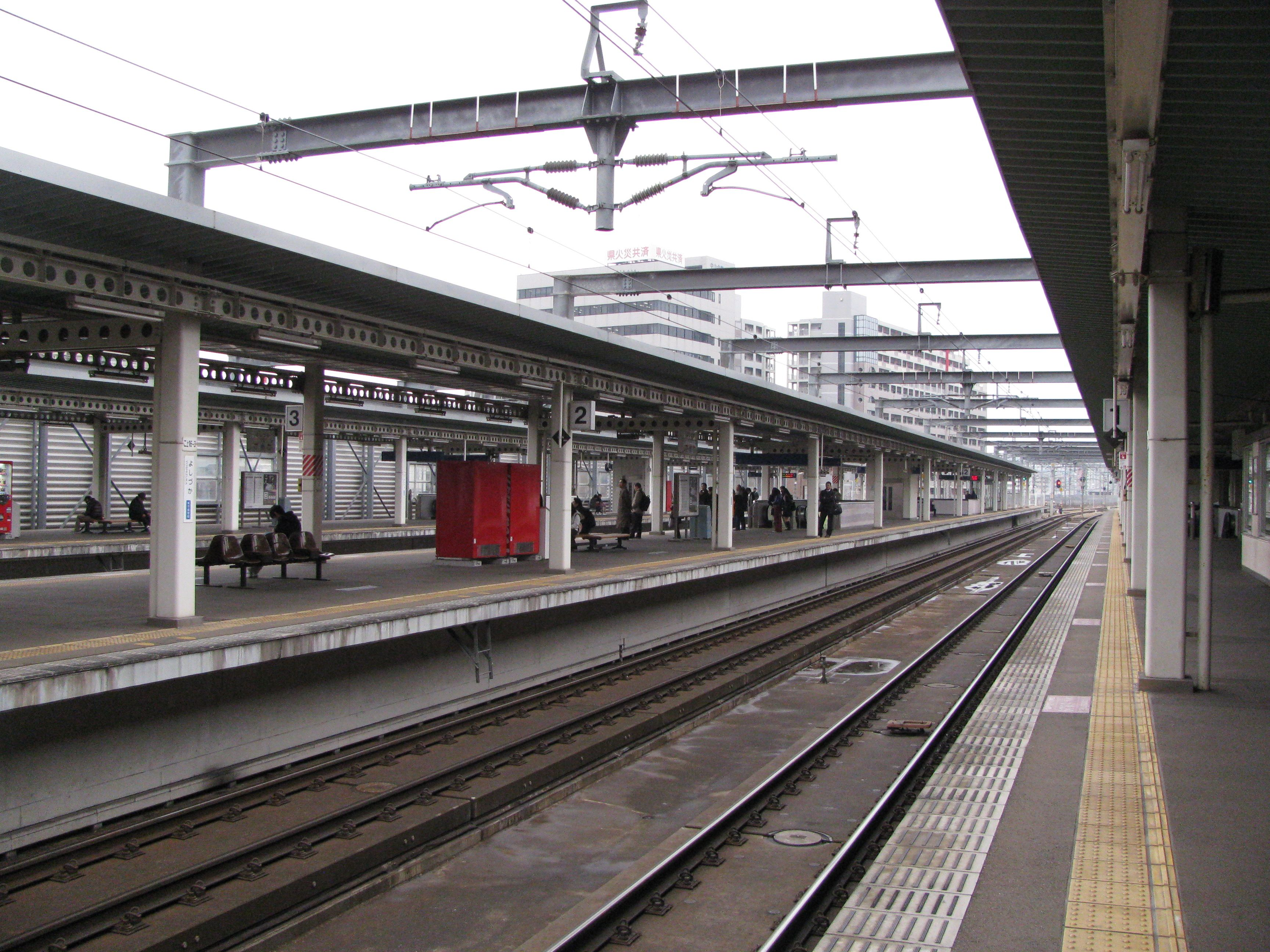
ホーム（2010年12月）
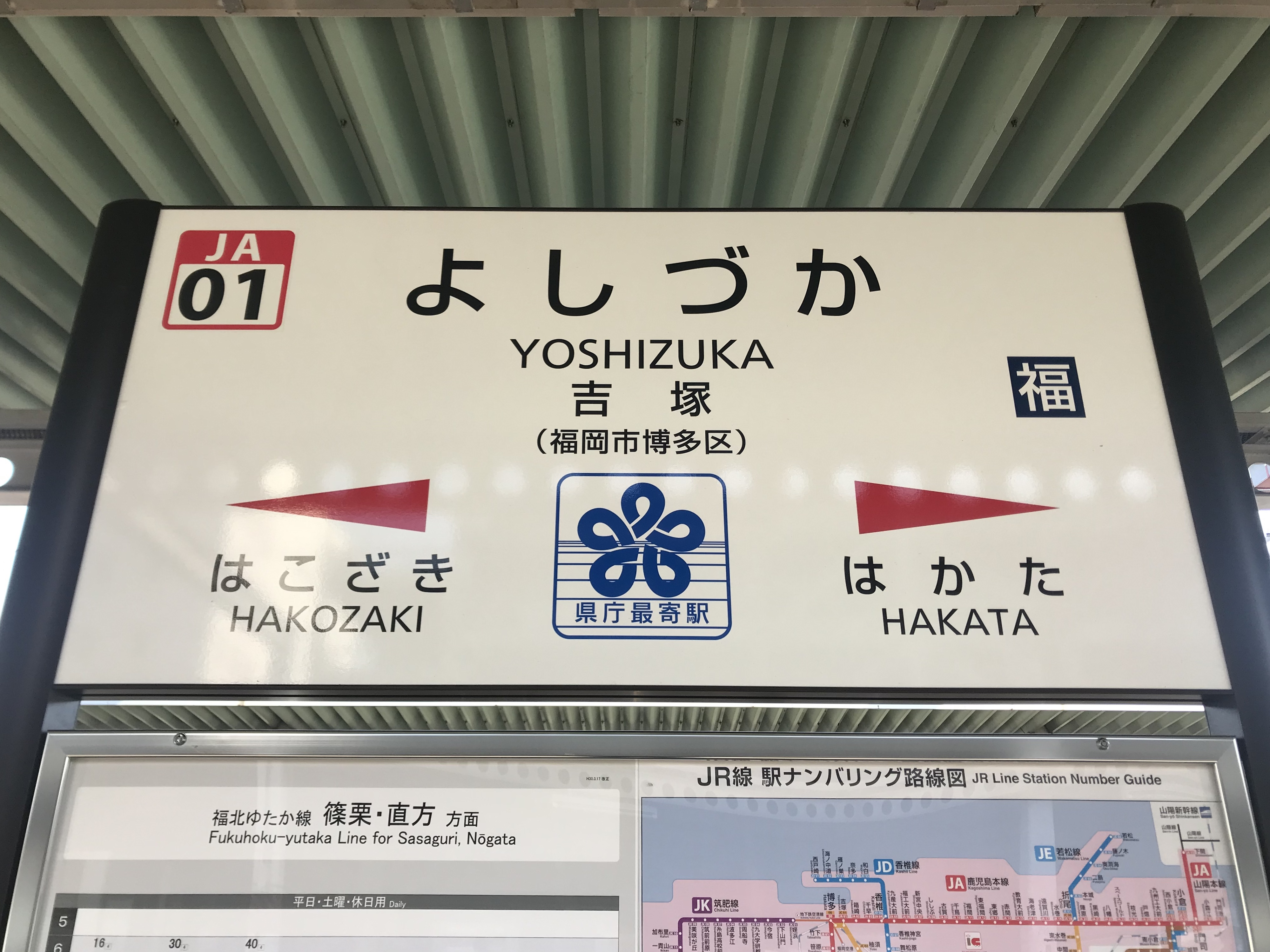
駅名標（鹿児島本線）

## 利用状況
2023年度の1日平均乗車人員は14,867人であり、JR九州の駅としては、熊本駅に次いで第6位である。増加傾向が続いており、2009年度には乗車人員が1万人を越えた。福岡市のJR駅では、博多駅についで多い。
近年の1日平均乗車人員は下表のとおりである。
| 年度               | 1日平均 乗車人員 | 出典   |
| ------------------ | ---------------- | ------ |
| 1991年（平成03年） | 5,794            | [ 15 ] |
| 1992年（平成04年） | 6,009            | [ 15 ] |
| 1993年（平成05年） | 6,428            | [ 15 ] |
| 1994年（平成06年） | 6,864            | [ 15 ] |
| 1995年（平成07年） | 7,083            | [ 15 ] |
| 1996年（平成08年） | 7,691            | [ 15 ] |
| 1997年（平成09年） | 7,837            | [ 15 ] |
| 1998年（平成10年） | 7,978            | [ 15 ] |
| 1999年（平成11年） | 8,109            | [ 15 ] |
| 2000年（平成12年） | 8,183            | [ 15 ] |
| 2001年（平成13年） | 8,383            | [ 15 ] |
| 2002年（平成14年） | 8,952            | [ 15 ] |
| 2003年（平成15年） | 9,149            | [ 15 ] |
| 2004年（平成16年） | 9,174            | [ 15 ] |
| 2005年（平成17年） | 9,298            | [ 15 ] |
| 2006年（平成18年） | 9,357            | [ 15 ] |
| 2007年（平成19年） | 9,561            | [ 15 ] |
| 2008年（平成20年） | 9,800            | [ 15 ] |
| 2009年（平成21年） | 10,234           | [ 15 ] |
| 2010年（平成22年） | 10,698           | [ 15 ] |
| 2011年（平成23年） | 11,424           | [ 15 ] |
| 2012年（平成24年） | 11,775           | [ 15 ] |
| 2013年（平成25年） | 12,332           | [ 15 ] |
| 2014年（平成26年） | 12,614           | [ 15 ] |
| 2015年（平成27年） | 13,457           | [ 15 ] |
| 2016年（平成28年） | 13,812           | [ 16 ] |
| 2017年（平成29年） | 14,445           | [ 17 ] |
| 2018年（平成30年） | 14,886           | [ 18 ] |
| 2019年（令和元年） | 15,206           | [ 19 ] |
| 2020年（令和02年） | 12,524           | [ 20 ] |
| 2021年（令和03年） | 13,125           | [ 21 ] |
| 2022年（令和04年） | 14,017           | [ 22 ] |
| 2023年（令和05年） | 14,867           | [ 14 ] |

## 駅周辺
1981年、それまで天神にあった福岡県庁が当駅の約600m西側の東公園地区に移転したことで、国鉄・JR九州としては福岡県庁の最寄り駅となった。また県庁舎の少し西側には九州大学病院および九州大学医・歯・薬学部が立地している。駅周辺はマンションが多く建ち並んでいる。

### 西口
- 福岡県道550号浜新建堅粕線
- サニー吉塚駅前店
- 西鉄バス 吉塚駅前バス停・吉塚駅（構内）バス停
- 福岡外語専門学校
- 博多女子中学校・高等学校
- 博多税務署
- 福岡市東公園
  - 元寇史料館
- 福岡市民病院
- 福岡県庁
- 福岡県警察本部[1]
- 福岡県国保会館
- 福岡県吉塚合同庁舎
- 博多サンヒルズホテル
- 馬出九大病院前駅 - 福岡市地下鉄箱崎線
- 九州大学病院・医学部・歯学部・薬学部
- 十日恵比須神社
- 福岡市立千代小学校
- 福岡市民体育館
- 千代文化スポーツセンター
- ブランチ博多パピヨンガーデン（旧・パピヨンプラザ）
- 福岡県立博多青松高等学校
- 福岡県立福岡高等学校
- 福岡市立馬出小学校
- 博多メディカル専門学校[23]
- 西鉄吉塚自動車営業所
- ドラッグイレブン薬局市民病院前店
- ゆめタウン博多
- JR九州バス「馬出」停留所

### 東口
- 福岡県中小企業振興センター
- 大賀薬局吉塚駅東口店
- 福岡県道607号福岡篠栗線(旧国道201号)
- 西鉄バス吉塚二丁目バス停
- マルショク吉塚駅東店
- ミスターマックス吉塚店
- 福岡市立東吉塚小学校
- 西日本シティ銀行吉塚支店
- あおやぎ橘会館（葬儀所）
- 福岡銀行吉塚支店
- 福岡市立吉塚小学校
- 福岡市立吉塚中学校

## 隣の駅
九州旅客鉄道（JR九州）
 鹿児島本線
- 特急「きらめき」「ソニック」「にちりんシーガイア」一部停車駅

■快速・■区間快速
千早駅 (JA03) - 吉塚駅 (JA01) - 博多駅 (00)
■普通
箱崎駅 (JA02) - 吉塚駅 (JA01) - 博多駅 (00)
 福北ゆたか線
- 特急「かいおう」停車駅

■快速・■普通
柚須駅 (JC02) - 吉塚駅 (JC01) - 博多駅 (00)

### かつて存在した路線
日本国有鉄道
勝田線
吉塚駅 - 御手洗駅